# Crataegus korolkowii
Crataegus korolkowii là loài thực vật có hoa trong họ Hoa hồng. Loài này được L. Henry mô tả khoa học đầu tiên.